# Alexandre Levy
Alexandre Levy (São Paulo, 10 de novembre de 1864 - 17 de gener de 1892) fou un compositor brasiler.
La seva obra de compositor inclou una Suite brasilera, per a orquestra, i Variacions per a piano sobre un thema brasileiro. Entusiasta de les cançons i danses populars del seu país, va treballar amb afany per a constituir l'escola nacionalista musical brasilera.